# Peleng (wyspa)
Peleng – wyspa w Indonezji na Morzu Moluckim; największa w grupie wysp Banggai; powierzchnia 2345,6 km², długość linii brzegowej 407,9 km; ok. 40 tys. mieszkańców.
Od Celebes oddzielona cieśniną Peleng. Bardzo dobrze rozwinięta linia brzegowa, trzy duże zatoki: Bangkalan, Peleng i Masamat; liczne rafy koralowe; powierzchnia górzysta (najwyższy szczyt Tombila, 1059 m n.p.m.). Uprawa ryżu, palmy kokosowej, sagowca, batatów; rybołówstwo i połów żółwi; eksploatacja lasów (gł. heban i rattan); główne miasto Tataba.